# 東宝ニューフェイス
『東宝ニューフェイス』（とうほうニューフェイス）は、日本のオーディション。映画会社・東宝が戦後の1946年から1960年代後半にかけ、新たな俳優を発掘するために開催していた。第1回の三船敏郎や久我美子を始め、多くのスター俳優を輩出した。なお、ニューフェイスという名称では1960年の第15期までで、1961年からはオール東宝ニュータレントという名称となり、1968年度の第8期まで開催された。関係者の中では慣例として両者ともニューフェイスと称しているため混乱して語られる傾向がある。

## 概要
東宝争議が始まった1946年6月3日に1回目を開催、新人（ニューフェイス）を採用していった。入社後、東宝演技研究所の研修を受け、東宝制作の映画・テレビドラマ・演劇に出演していく。ニューフェイスのなかには研修を満了しないうちにデビューする者もおり、宝田明は研修期間中に『ゴジラ』の主演へ抜擢され研修仲間に自慢したという。1968年のオール東宝第8期をもってオーディションは終焉している。
東宝ニューフェイスが開始されたあとに日活の製作再開に俳優などの引き抜き防止のため五社協定が締結されたため、東映ニューフェイスや松竹・大映・日活・新東宝など、各映画会社がニューフェイスを定期的に公募するようになった。
2022年に男性タレントオーディションとして「TOHO NEW FACE」という名称で東宝シンデレラと同時開催することが決定した。

## 出身者
※年 / 期 の順。次行は主な出身者

### 東宝ニューフェイス
1946年 / 1期
- 三船敏郎・伊豆肇・堺左千夫・堀雄二・友坂四郎・河合健児・相原巨介・中西英介・邦木一善・小林猛・壬生享子（赤木圭一郎の姉）・鴨田喜由・鳳弓子（のちマキノ正博夫人）・久我美子・若山セツ子 ・岸旗江・野上千鶴子・花房一美・日高あかり・島村房子・北島多恵子・有山緑・松井優子・三浦和子・飯野公子・木匠久美子・吉峰幸子（のち三船敏郎夫人）など48名[5]

1947年 / 2期
- 杉葉子・塩沢とき ・広瀬嘉子（広岡三栄子）・鮎沢新子（西條鮎子）・澤村契恵子・吉澤京子・津山路子・山本和子・今泉廉・石井一雄（東宮秀樹）・越後憲・勝間慶一・田中一彦ほか

1948年 / 3期
- 小泉博・山本廉・岡田茉莉子ほか

1949年 / 4期
1950年 / 5期
- 平田昭彦・青山京子・森啓子ほか

1951年 / 6期
- 宝田明・佐原健二・河内桃子・藤木悠・岡田眞澄ほか

1952年 /7期
- 中丸忠雄・上野明美ほか

1953年 /8期
1954年 /9期
1955年 / 10期
1956年 / 11期
1957年 / 12期
1958年 / 13期
- 児玉清ほか

1959年 / 14期
1960年 / 15期
- 古谷敏・二瓶正也ほか

### オール東宝ニュータレント
1961年 / 1期
- 藤山陽子・桜井浩子・中川ゆき・丸山謙一郎ほか

1962年 / 2期
- 南弘子

1963年 / 3期
- 黒部進・緑魔子ほか

1964年 / 4期
- 黒沢年男・高橋紀子・沢井桂子ほか

1965年 / 5期
- 水沢有美・豊浦美子・松田八十栄・前田美波里・小串容子・あべまりこほか

1966年 / 6期
- 菱見 地谷子・小林夕岐子・高橋厚子・宮内恵子 ・若原啓子・九条亜希子・小西まち子・斉藤宜丈ほか

1967年 /7期
- 伊吹吾郎ほか

1968年 /8期
- 徳永礼子・牧とし子・木村由貴子・鈴木ひとみ・成川哲夫・関口昭子・梅田智子ほか

### TOHO NEW FACE
2022年
グランプリ
- 小谷興会[6]

ミュージカル賞
- 高橋佑大朗